# Алоїз Туміньш
Туміньш Алоїз Язепович (латис. Aloizs Tumiņš, рос. Туминьш Алоиз Язепович, 22 березня 1938 — 29 січня 2009) — радянський боксер латвійського походження, чемпіон Європи серед аматорів.

## Аматорська кар'єра
На чемпіонаті Європи 1961 переміг Лучано Пьяцца (Італія), Йосифа Михалича (Румунія), Мар'яна Каспшика (Польща) та Любішу Меховича (Югославія) і став чемпіоном. Він став першим латвійським чемпіоном Європи з боксу.
На чемпіонаті Європи 1963 переміг Йосифа Михалича (Румунія), Джиммі Макніла (Ірландія), Герхарда Дітера (ФРН), програв у фіналі Єжи Кулей (Польща) і отримав срібну медаль.